# Vattenmyrlejonslända
Vattenmyrlejonslända (Osmylus fulvicephalus) är en art i insektsordningen nätvingar som tillhör familjen vattenrovsländor. 

## Kännetecken
Vattenmyrlejonsländan har mörk grundfärg på kroppen med rödaktigt huvud, gröna ögon, långa antenner och ljusa ben med mörkare tars. 
De genomskinliga vingarna är mönstrade med svarta fläckar längs kanterna. Jämfört med andra nätvingar i Sverige är vattenmyrlejonsländan en stor slända, med en vingbredd på 42 till 48 millimeter. Som larv är den mörkbrun och har en kroppslängd på cirka 20 millimeter.

## Utbredning
Vattenmyrlejonsländan finns i Europa, huvudsakligen i ett band från England till Grekland. Fynd har också gjorts av den i Spanien, Danmark och Baltikum. I Sverige har den hittats i Skåne, Blekinge, Bohuslän och Östergötland.

### Status
Vattenmyrlejonsländan är den enda arten i sin familj i Sverige. Den är klassad som nära hotad ("NT") av Artdatabanken och hotas särskilt av att dess livsmiljöer, som är vattendrag, drabbas av övergödning och andra för arten ogynnsamma förändringar i livsbetingelserna, som nedhuggning av omgivande träd.

## Levnadssätt
Vattenmyrlejonsländans habitat är bäckraviner bevuxna med lövskog. Fullvuxna vattenmyrlejonsländor flyger i början på sommaren. De är rovdjur som tar andra, mindre insekter som bladlöss. Ofta samlas de för att vila på något skuggigt ställe, som i buskar eller under bryggor. Efter parningen läggs äggen på stenar eller blad nära vattnet. Larven har ett hygropetriskt levnadssätt, det vill säga att de kan leva både i och ovanför vattnet. Även larverna är rovdjur, som tar olika små insekter med tunn hud, till exempel fjädermyggslarver.